# SOX15
SOX15 (англ. SRY-box 15) – білок, який кодується однойменним геном, розташованим у людей на короткому плечі 17-ї хромосоми. Довжина поліпептидного ланцюга білка становить 233 амінокислот, а молекулярна маса — 25 251.
| 10         |  | 20         |  | 30         |  | 40         |  | 50         |
| ---------- |  | ---------- |  | ---------- |  | ---------- |  | ---------- |
| MALPGSSQDQ |  | AWSLEPPAAT |  | AAASSSSGPQ |  | EREGAGSPAA |  | PGTLPLEKVK |
| RPMNAFMVWS |  | SAQRRQMAQQ |  | NPKMHNSEIS |  | KRLGAQWKLL |  | DEDEKRPFVE |
| EAKRLRARHL |  | RDYPDYKYRP |  | RRKAKSSGAG |  | PSRCGQGRGN |  | LASGGPLWGP |
| GYATTQPSRG |  | FGYRPPSYST |  | AYLPGSYGSS |  | HCKLEAPSPC |  | SLPQSDPRLQ |
| GELLPTYTHY |  | LPPGSPTPYN |  | PPLAGAPMPL |  | THL        |  |            |

A: Аланін

C: Цистеїн

D: Аспарагінова кислота

E: Глутамінова кислота

F: Фенілаланін

G: Гліцин

H: Гістидин

I: Ізолейцин

K: Лізин

L: Лейцин

M: Метіонін

N: Аспарагін

P: Пролін

Q: Глутамін

R: Аргінін

S: Серин

T: Треонін

V: Валін

W: Триптофан

Кодований геном білок за функцією належить до фосфопротеїнів. 
Задіяний у такому біологічному процесі, як альтернативний сплайсинг. 
Білок має сайт для зв'язування з ДНК. 
Локалізований у ядрі.